# HD 4628
HD 4628 (Глизе 33, HR 222) — звезда, которая находится в созвездии Рыб на расстоянии около 24 световых лет от нас.

## Характеристики
HD 4628 представляет собой оранжево-красный карлик главной последовательноси, имеющий массу и радиус 83 % и 80 % солнечных соответственно. Температура поверхности звезды составляет 4550 градусов по кельвину, светимость — 24 % солнечной.

## Ближайшее окружение звезды
Следующие звёздные системы находятся на расстоянии в пределах 10 световых лет от HD 4628:
| Звезда             | Спектральный класс | Расстояние, св. лет |
| L 1157-47          | M V                | 6,0                 |
| BD+01 4774         | M1 Ve              | 7,5                 |
| 107 Рыб            | K1 V               | 8,4                 |
| GJ 1286            | M5,5 V             | 8,4                 |
| GD 806             | DA VIIwk           | 9,7                 |
| LP 469-67          | M V                | 9,7                 |
| EQ Пегаса AB       | M3,5 Ve / M4,5 Ve  | 10,0                |
| Звезда ван Маанена | DZ8 VII            | 10,0                |